# Roger Uttley
 Roger Miles Uttley, né le 11 septembre 1949 à Blackpool (Angleterre), est un joueur de rugby à XV, sélectionné en équipe d'Angleterre au poste de deuxième ou troisième ligne. Il est aussi entraîneur de l'équipe d'Angleterre en 1990.

## Carrière
Uttley, athlète d'un mètre 94 pour 98 kilos, joue successivement avec les clubs de Fylde, de Gosforth et des Wasps.
Il dispute son premier match international, le 10 février 1973, contre l'équipe d'Irlande et le dernier contre l'Écosse, le 15 mars 1980. Il est cinq fois capitaine de l'équipe d'Angleterre. Uttley a disputé quatre test matches avec les Lions britanniques en 1974 contre l'Afrique du Sud.

## Palmarès
- Vainqueur du Tournoi des Cinq Nations en 1973 (victoire partagée) et 1980 (Grand Chelem).

## Statistiques en équipe nationale
- 23 sélections (+ 6 non officielles) avec l'équipe d'Angleterre
- Ventilation par année : 5 en 1973, 3 en 1974, 5 en 1975, 4 en 1977, 1 en 1978, 1 en 1979, 4 en 1980.
- Six Tournois des Cinq Nations disputés : 1973, 1974, 1975, 1977, 1979, 1980.